# Akron (Ohio)
Akron è la quinta città più grande dello Stato dell'Ohio ed è il capoluogo della contea di Summit. Si trova all'estremità occidentale dell'altopiano di Allegheny, a circa 64 km a sud del centro di Cleveland. Al censimento del 2020, la città vera e propria aveva una popolazione totale di 190 469 abitanti, rendendola la 125ª città più grande degli Stati Uniti. L'area della Greater Akron, che comprende le contee di Summit e Portage, aveva una popolazione stimata di 703 505 abitanti.

## Storia
La città è stata fondata nel 1825 da Simon Perkins e Paul Williams, lungo il fiume Little Cuyahoga, a monte dell'Ohio and Erie Canal. Il nome deriva da una parola del greco antico, ἄκρον: ákron, che significa vetta o punto più alto. Per un breve periodo ebbe il nome di South Akron, dopo che Eliakim Crosby fondò la vicina North Akron nel 1833, fino a quando entrambe le località si fusero per formare un unico villaggio, che venne incorporato nel 1836. Negli anni 1910, la popolazione di Akron raddoppiò, rendendola la città in più rapida crescita della nazione.
A causa della sua lunga storia nella produzione di gomma e pneumatici, portata avanti oggi dalla Goodyear Tire & Rubber Company, Akron è soprannominata la "capitale mondiale della gomma". Un tempo era conosciuta per essere un centro di sviluppo dei dirigibili. Oggi, la sua economia comprende la produzione, l'istruzione, l'assistenza sanitaria e la ricerca biomedica; alcune delle aziende più famose che hanno sede qui sono Gojo Industries, FirstEnergy, Huntington Bank e Charter Spectrum.
Ad Akron sono avvenuti molti eventi significati e storici, come l'approvazione della legge sulla scuola di Akron del 1847, che ha portato alla creazione del cosiddetto sistema K-12; la divulgazione del "piano di Akron" riguardo l'architettura delle chiese, la fondazione degli Alcolisti Anonimi, l'esperimento di Akron per prevenire i gozzi con sale iodato, il caso della Corte Suprema del 1983 City of Akron v. Akron Center for Reproductive Health e parte dei IX Gay Games.
Una città multietnica, è conosciuta per essere stata al centro di alcuni discorsi razziali, tra cui: quello di Sojourner Truth nel 1851 con Ain't I a Woman?, William Edward Burghardt Du Bois nel 1920 e del presidente Bill Clinton nel 1997. Nel 1914, Marcus Garvey fondò la Universal Negro Improvement Association ad Akron. Altri eventi rilevanti avvenuti ad Akron sono la sommossa del 1900, lo sciopero della gomma del 1936 e le rivolte di Wooster Avenue del 1968.

## Geografia fisica
Secondo l'Ufficio del censimento degli Stati Uniti, ha una superficie totale di 62,37 mi² (161,54 km²).

## Società

### Evoluzione demografica
Secondo il censimento del 2020, la popolazione era di 190 469 abitanti.

## Curiosità
Akron è la città natale di due stelle dell’NBA: infatti LeBron James e Stephen Curry sono nati nello stesso ospedale della città.